# Oscaecilia osae
Oscaecilia osae es una especie de anfibio gimnofión de la familia Caeciliidae.
Es endémica de la península de Osa (Costa Rica). Se ha hallado en el parque nacional Corcovado. Se encuentra a una altitud de hasta 240 m s. n. m.